# Gilchrist County
Gilchrist County er et county i den amerikanske delstat Florida.
29°44′N 82°48′V / 29.73°N 82.8°V